# 독룡마검
독룡마검은 한국에서 제작된 검룡 감독의 1970년 영화이다. 김운하 등이 주연으로 출연하였고 한갑진 등이 제작에 참여하였다.

## 출연

### 주연
- 김운하
- 진주

## 제작진
- 원작자: 양도
- 조명: 김연
- 미술: 박석인